# Autonomisme (bestuurlijk)
Autonomisme is het streven naar zelfbestuur of autonomie binnen een bepaalde staat/staatsverband zonder naar afscheiding te streven. 
Het kan voortkomen uit:
- volksnationalisme: men voelt zich een miskend volk of zelfs natie binnen de staat of het staatsverband.
- regionalisme: men voelt zich een miskende regio binnen de staat of het staatsverband.

De oplossing van het probleem wordt gevonden in:
- de omzetting van de gehele staat/staatsverband in een federatie of bondsstaat.
- het verkrijgen van een uitzonderingsstatuut: een autonome status of status aparte.
- de omzetting van de gehele staat/staatsverband in een confederatie of statenbond.

Soms zoekt een autonome beweging bescherming van een buitenlandse mogendheid, een vijandelijke staat van de staat waarin men leeft, en wordt een protectoraat of zelfs gewoonweg ingelijfd.
Autonomisme is meestal een vreedzaam streven maar kan gepaard gaan met geweld.